# Scrabble
Scrabble là trò chơi ghép từ giữa hai đến bốn người. Khi đến lượt mình, người chơi dùng những miếng có ghi chữ cái đặt lên một bàn ô vuông kích thước 15x15, sao cho các từ tạo ra theo hàng dọc và hàng ngang đều có nghĩa, và phải tuân theo thứ tự từ trái sang phải theo hàng ngang, và từ trên xuống dưới theo hàng dọc, tương tự như các trò chơi ô chữ phổ biến hiện nay.
Hiện trò chơi đã có mặt ở 121 quốc gia và có sẵn trên hơn 30 ngôn ngữ; và hơn 150 triệu bộ đã được bán ra. Khoảng 1/3 số hộ dân ở Hoa Kỳ và 1/2 số hộ dân ở Anh đều có sẵn một bộ trò chơi Scrabble, và hiện có hơn 4.000 câu lạc bộ Scrabble trên toàn thế giới.

## Lịch sử
Alfread Mosher Butts, một kiến trúc sư ở Poughkeepsie, New York đã nảy ra ý tưởng làm một trò chơi kết hợp giữa kĩ năng ngôn ngữ và sự may mắn. Ông kết hợp giữa hai trò chơi xếp chữ và trò chơi ô chữ để tạo ra một trò chơi mới, ban đầu đặt tên là Lexiko, sau đó đổi tên thành Criss Cross Words. Để quy định số điểm cho từng chữ cái, ông đã thống kê rất nhiều từ tiếng Anh trên tờ báo The New York Times. Ông đã tự sản xuất ra vài bộ, nhưng không thể đăng ký với bất kỳ công ty sản xuất trò chơi thời bấy giờ.
Sau đó, Butts gặp James Brunots, người có hứng thú với ý tưởng mới này. Họ cùng điều chỉnh một số luật chơi và chọn lấy thương hiệu là SCRABBLE (năm 1948). Những năm đầu tiên công ty gặp khó khăn. Năm 1949, họ sản xuất 2.500 bộ và chịu lỗ 450 USD. Tuy nhiên, vào đầu thập niên 1950, việc kinh doanh thuận lợi hơn và thực tế nhu cầu đã tăng quá mức mà công ty tư nhân này có thể đáp ứng. Họ phải hợp tác với Công ty Selchow & Righter để sản xuất bộ trò chơi cho thị trường Hoa Kỳ và Canada. Năm 1972, Selchow & Righter mua lại thương hiệu Scrabble từ công ty Brunots.
Trò chơi này nguyên gốc dùng các chữ cái tiếng Anh. Sau đó, các ngôn ngữ có bảng chữ cái Latinh cũng đưa ra các phiên bản Scrabble riêng cho tiếng nước mình.

## Tổng quan
Scrabble được chơi trên bàn cờ kích thước 15x15, chia ra thành 225 ô, mỗi ô có thể chứa một miếng ghép chữ cái. Bàn cờ được đánh dấu bởi các ô đặc biệt, giúp tăng điểm số của lượt đi. Bàn cờ gồm tám ô màu đỏ đậm, ghi triple word score - nhân ba điểm số của lựot đi, 17 ô đỏ nhạt (hoặc hồng) ghi double word score - nhân đôi điểm số của lượt đi, trong đó gồm một ô ở trung tam bàn cờ (được đánh dấu sao), 12 ô màu xanh dương đậm, ghi triple letter score - nhân ba số điểm của chữ cái, và 24 ô màu xanh nhạt, ghi double letter score - nhân đôi số điểm của chữ cái.
Trò chơi sử dụng 100 miếng ghép chữ cái, với các chữ cái khác nhau cho mỗi miếng ghép, trong đó có 98 miếng ghép ghi tất cả các chữ cái tiếng Anh, và 2 miếng ghép trống đặc biệt, có thể dùng để thay thế bất kỳ chữ cái nào. Số điểm cho mỗi chữ cái được quy định dựa trên mức độ phổ biến của chữ cái đó trong ngôn ngữ tiếng Anh, được viết trên miếng ghép chữ cái đó, chẳng hạn như chữ A có một điểm . Với bản tiếng Anh, bộ miếng ghép chữ cái bao gồm:
- 2 miếng ghép trống (0 điểm)
- 1 điểm: E ×12, A ×9, I ×9, O ×8, N ×6, R ×6, T ×6, L ×4, S ×4, U ×4
- 2 điểm: D ×4, G ×3
- 3 điểm: B ×2, C ×2, M ×2, P ×2
- 4 điểm: F ×2, H ×2, V ×2, W ×2, Y ×2
- 5 điểm: K ×1
- 8 điểm: J ×1, X ×1
- 10 điểm: Q ×1, Z ×1

Tổng điểm của các miếng ghép là 187. Các dấu thanh (ví dụ "é" trong các từ mượn tiếng Pháp) được loại bỏ.

## Luật chơi

### Chuẩn bị
Nên chuẩn bị một từ điển tiếng Anh để kiểm tra nghĩa của các từ xuất hiện trong suốt quá trình chơi. Sau đó, đặt các miếng ghép chữ cái vào túi vải hoặc đặt các miếng ghép sấp xuống. Tất cả thống nhất để chọn người đi trước. Cách phổ biến nhất là yêu cầu mỗi người chơi bốc một miếng ghép, ai có chữ cái gần với chữ A nhất sẽ đi trước (ai có miếng ghép trống đầu tiên lập tức giành quyền đi trước). Sau đó, mỗi người chơi bốc ngẫu nhiên bảy miếng ghép và đặt lên khay của mình.

### Chính
Người chơi đầu tiên phải xếp từ theo hàng ngang hoặc dọc đi qua ô trung tâm của bàn (được đánh dấu sao), và từ đầu tiên phải dài ít nhất 2 chữ cái. Trong suốt quá trình chơi, người chơi có 3 lựa chọn cho mỗi lượt đi:
- Bỏ qua, nhường lượt chơi cho người kế tiếp (lượt đi đó tính 0 điểm).
- Đổi một hoặc tất cả các miếng ghép trên khay và bốc các miếng ghép khác tương ứng trong túi để thay thế, đồng thời chuyển lượt cho người chơi khác, lượt đi đó tính 0 điểm. (Lưu ý: Quyền chuyển đổi này chỉ có thể sử dụng nếu còn ít nhất 7 miếng ghép trong túi).
- Chơi tiếp, xếp các chữ cái vào các từ đã có sẵn trên bàn cờ.

Những người chơi tiếp theo lần lượt xếp các từ mới theo hàng (cột) nhưng phải tiếp giáp với từ cũ theo hàng ngang/dọc, sao cho tất cả các từ trên bàn đều có nghĩa (theo quy tắc của ô chữ), và không được quyền xếp chữ theo hàng chéo. Người vừa ghép xong từ sẽ thông báo điểm số của lượt đi và bốc thêm số miếng ghép cho đủ 7 miếng (trong trường hợp không đủ miếng ghép, người chơi sẽ bốc toàn bộ những miếng ghép còn lại trong túi).
Miếng ghép đặc biệt (miếng ghép trắng hay joker) có thể được dùng để thay thế bất kì chữ cái nào và được tính 0 điểm, bất kể điểm số của chữ cái. Tuy nhiên, một khi đã đặt lên bàn cờ, người chơi phải chơi theo chữ cái đã chọn cho miếng ghép đó.

#### Các nước đi mở rộng
Ngoài ra trong suốt quá trình chơi, người chơi có thể sử dụng các nước đi sau:
- Thêm chữ cái (tức tiền tố, hậu tố...) vào một từ đã có sẵn: ví dụ: (JACK)S, HI(JACK), HI(JACK)ING, (JACK)FRUIT.
- Ghép thêm theo hàng ngược lại vào từ đã có sẵn sao cho có hai hoặc nhiều từ được nối vào theo cả hàng ngang và hàng dọc, ví dụ: IONIZES theo hàng ngang với chữ S ghép vào (JACK) ở hàng dọc, tạo (JACK)S.
- Xen các chữ cái vào giữa, ví dụ. YEU(K)Y thông qua chữ K trong (JACK).
- Ghép song song với một từ có sẵn để tạo các từ ngắn hơn, ví dụ: CON đặt song song với (JACK) tạo thành (J)O và (A)N.

Người chơi phải đảm bảo các nước đi này phải nằm trong cùng một hàng ngang hoăc dọc với từ đã có sẵn (nếu có). Các từ phải theo chiều ngang từ trái sang phải, và theo chiều dọc từ trên xuống dưới (không được dùng hàng chéo).

### Tính điểm
Xong một nước đi, người chơi sẽ được cộng điểm bằng tổng số các chữ cái tạo nên từ đó, theo nguyên tắc sau:
- Mỗi từ mới xuất hiện trên bàn cờ sẽ được cộng điểm lần lượt dựa trên số điểm của các chữ cái (miếng ghép trống tính 0 điểm).
- Nếu xếp được một chữ cái vào ô double letter score thì chữ cái đó được nhân đôi điểm (triple letter score - nhân ba).
- Nếu xếp được một chữ cái vào ô double word score thì sau khi tính điểm của từ mới xếp, sẽ nhân đôi số điểm của cả từ đó (triple word score - nhân ba).
- Nước đi đầu tiên luôn được tính điểm nhân đôi, vì ô trung tâm là ô double word score.
- Các ô đặc biệt chỉ có giá trị trong một nước đi, sau khi có chữ cái được xếp vào sẽ không được tính cho các nước đi tiếp theo.
- Trong trường hợp từ được xếp vào rơi vào cả ô nhân đôi/nhân ba chữ cái và ô nhân đôi/nhân ba điểm của từ, thì cộng và nhân đôi/nhân ba điểm chữ cái trước, sau đó nhân đôi/nhân ba số điểm của từ đó.
- Trong trường hợp từ được xếp vào rơi vào hai ô double word score liên tiếp, điểm số của từ sẽ được nhân đôi hai lần liên tiếp (tức 4 lần điểm số của từ). Tương tự, từ được xếp vào rơi vào hai ô triple word score liên tiếp, điểm số của từ sẽ được nhân ba hai lần liên tiếp (tức 9 lần điểm số của từ). Luật tương tự áp dụng cho các nước đi rơi vào nhiều ô đặc biệt liên tiếp, và theo lý thuyết, một nước đi có thể rơi vào đến ba ô triple word score liên tiếp và số điểm của từ sẽ được nhân với 27, mặc dù rất hiếm khi xảy ra.
- Cuối cùng, nếu người chơi dùng hết toàn bộ bảy chữ cái trong khay (bingo) trong một nước đi thì người đó được thưởng 50 điểm.

### Kết thúc
Trò chơi kết thúc khi hết miếng ghép trong túi, hoặc khi tất cả người chơi đều bỏ qua cùng lúc. Điểm số của mỗi người chơi sẽ bị trừ đi theo tổng điểm của các miếng ghép chưa sử dụng. Trong trường hợp có người chơi đã sử dụng hết các miếng ghép khi kết thúc trò chơi, tổng điểm của các miếng ghép chưa sử dụng của những người chơi còn lại sẽ được cộng vào điểm của người chơi đó. Người có điểm số cao nhất là người thắng cuộc.

## Scrabble tại Việt Nam
Tuy chưa được nhiều người biết đến và chưa có giải đấu chính thức cho trò chơi này, tuy nhiên, tại Việt Nam, Scrabble đang dần trở nên phổ biến tại các trường học và các trung tâm ngoại ngữ trên cả nước.